# Salih Vuçitërni
Salih bej Vuçitërni lub Sali Vuçiterna (ur. 8 kwietnia 1881 w Vučitrnie, zm. 4 października 1949 w Burrelu) – albański pisarz i tłumacz, minister robót publicznych Albanii w latach 1928–1930. Tłumaczył dzieła Evliyi Çelebiego z języka osmańskiego na język albański.

## Życiorys
Pochodził z muzułmańskiej rodziny; uczył się później w Stambule, gdzie ukończył studia z zakresu teologii muzułmańskiej.
Od 1922 roku był zaangazowany w życie polityczne Albanii; był deputowanym do albańskiego parlamentu w latach 1922–1925, 1928–1930, 1937–1939 i 1943.
Od 11 maja 1928 do 6 marca 1930 pełnił funkcję ministra robót publicznych Albanii, w tym czasie był podejrzany o korupcję.
W latach 1936–1939 z przerwą w lecie 1937 roku był przewodniczącym Komitetu Narodowej Obrony Kosowa. Jednocześnie w latach 1930–1937 był zaangażowany w przeprowadzanie reformy rolnej w Albanii.
W 1939 roku został mianowany dyrektorem włoskiego przedsiębiorstwa elektronicznego Sita. Jednak latem tego roku władze włoskie wygnały Vuçitërniego z Albanii pod pretekstem odrzucenia przez niego propozycji Wewnętrznej Macedońskiej Organizacji Rewolucyjnej, dotyczącej wspólnej akcji przeciwko Jugosławii na terenie Macedonii. Ostatecznie został internowany na 2 i pół roku oraz skonfiskowano jego majątek.
Pod koniec 1944 roku został aresztowany za kolaborację przez władze komunistyczne. 19 maja 1949 roku został skazany na dożywocie; zmarł 4 października tego roku w trakcie odbywania wyroku w więzieniu w Burrelu.

## Książki
- Shqipnija para tre shekujsh, përkthye nga libri turqisht Evlija Çelebi Sejjahatnamesi (1930)[12]
- Pikla t’arta heroizmi nga jeta e Mbretit dhe Nanës Mbretneshë (1937)[13][2]